# Бітуїма
Бітуїма (ісп. Bituima; в перекладі з мови чибча букв. Ваша риба) — місто й муніципалітет у колумбійській провінції Центральна Маґдалена (департамент Кундінамарка).

## Історія
До іспанського завоювання території сучасного міста населяло плем'я бітуїмів з народу панче. 1541 року поселення фактично знищив іспанський конкістадор Ернан Перес де Кесада. 15 серпня 1543 року на місці колишнього поселення бітуїмів іспанці заснували власне поселення, що й отримало назву Бітуїма.